# Aérodrome d'Ua Huka
 (avril 2025).
L'aérodrome de Ua Huka (code IATA : UAH • code OACI : NTMU) est situé à 2,2 km du village de Hane sur l'île de Ua Huka dans l'archipel des Marquises en Polynésie française.

## Historique
Cet aérodrome, situé près des falaises entre Vaipaee et Hane, a été ouvert en 1972 ce qui en fait le plus ancien des îles Marquises. Après une période de fermeture il a rouvert en 1995.

## Situation
| Nengo-Nengo Marutea-Sud Nukutepipi Ahe Anaa Apataki Arutua Hiva Oa Bora-Bora Tahiti-Fa'a'ā Faaite Fakarava Fangatau Hao Fakahina Hikueru Huahine Kaukura Katiu Kauehi Makemo Manihi Mataiva Maupiti Moorea Napuka Niau Nuku Hiva Nukutavake Puka-Puka Pukarua Raiatea Raivavae Rangiroa Raroia Reao Rimatara Rurutu Takapoto Takaroa Takume Tatakoto Tikehau Totegegie Tubuai Tureia Ua Huka Ua Pou Vahitahi |

## Dessertes
L'aérodrome est desservi par Air Tahiti en Twin Otter avec les fréquences suivantes (programme d'hiver 2015)
- une fois par jour (sauf jeudi) vers Papeete
- une fois par jour (sauf jeudi) vers Hiva Oa
- une fois par jour (sauf jeudi) vers Nuku Hiva
- quatre fois par semaine vers Ua Pou

## Statistiques
Pour des raisons techniques, il est temporairement impossible d'afficher le graphique qui aurait dû être présenté ici.

Voir la requête brute et les sources sur Wikidata.